# CAHB Champions League
Die CAHB Champions League ist der höchste afrikanische Wettbewerb für Handball-Vereinsmannschaften der Männer. Sie wird von der Confédération Africaine de Handball (CAHB) seit 1979 jährlich ausgerichtet. Rekordsieger ist der ägyptische Verein al Zamalek SC, der insgesamt zwölf Titel gewinnen konnte.
| Jahr         | Gastgeber                                     |                                               | Finale                                        | Finale                                        | Finale                                        |                                               | Spiel um Platz drei                           | Spiel um Platz drei                           | Spiel um Platz drei                           |
| Jahr         | Gastgeber                                     | Sieger                                        | Ergebnis                                      | 2. Platz                                      | 3. Platz                                      | Ergebnis                                      | 4. Platz                                      |                                               |                                               |
| ------------ | --------------------------------------------- | --------------------------------------------- | --------------------------------------------- | --------------------------------------------- | --------------------------------------------- | --------------------------------------------- | --------------------------------------------- | --------------------------------------------- | --------------------------------------------- |
| 1979 Details | Kairo                                         | al Zamalek SC                                 | 23:16                                         | ASFOSA Lome                                   | ASC Jaraaf                                    | :                                             |                                               |                                               |                                               |
| 1980 Details | Bouaké                                        | al Zamalek SC                                 | 20:19                                         | Nadit Algier                                  |                                               | :                                             |                                               |                                               |                                               |
| 1981 Details | Dakar                                         | al Zamalek SC                                 | 34:26                                         | ASC Jaraaf                                    | Shebeen Club                                  | :                                             |                                               |                                               |                                               |
| 1982 Details | Bouaké                                        | Nadit Algier                                  | 18:14                                         | Inter Club Brazzaville                        |                                               | :                                             |                                               |                                               |                                               |
| 1983 Details | Brazzaville                                   | MP Algier                                     | :                                             | Inter Club Brazzaville                        |                                               | :                                             |                                               |                                               |                                               |
| 1984 Details | Dakar                                         | Inter Club Brazzaville                        | :                                             | IRB Chorfa                                    |                                               | :                                             |                                               |                                               |                                               |
| 1985 Details | Rabat                                         | al Ahly Kairo                                 | :                                             | MP Algier                                     | AS Biao                                       | :                                             |                                               |                                               |                                               |
| 1986 Details | Libreville                                    | al Zamalek SC                                 | :                                             | Inter Club Brazzaville                        | CD Primeiro de Agosto                         | :                                             |                                               |                                               |                                               |
| 1987 Details | Owerri                                        | IMO Lions                                     | :                                             | Niger United                                  | IRB Algier                                    | :                                             |                                               |                                               |                                               |
| 1988 Details | Cotonou                                       | IMO Lions                                     | :                                             | Rail HC                                       | Niger United                                  | :                                             |                                               |                                               |                                               |
| 1989 Details | Abidjan, Bouaké                               | OMNESS Dabou                                  | :                                             | Niger United                                  | Munisport                                     | :                                             |                                               |                                               |                                               |
| 1990 Details | Brazzaville                                   | al-Masry                                      | :                                             | Avenir du Rail                                | Munisport Pointe-Noire                        | :                                             |                                               |                                               |                                               |
| 1991 Details | Kano                                          | al Zamalek SC                                 | :                                             | RC Abidjan                                    | Kano Pyramids                                 | :                                             |                                               |                                               |                                               |
| 1992 Details | Yamoussoukro                                  | FAP Yaoundé                                   | :                                             | RC Abidjan                                    | al Zamalek SC                                 | :                                             |                                               |                                               |                                               |
| 1993 Details | Tunis                                         | al Ahly Kairo                                 | :                                             | Espérance Sportive de Tunis                   | CD Primeiro de Agosto                         | :                                             |                                               |                                               |                                               |
| 1994 Details | Cotonou                                       | al Ahly Kairo                                 | :                                             | Petro Sport                                   | Niger United                                  | :                                             |                                               |                                               |                                               |
| 1995 Details | Cotonou                                       | MM Batna                                      | :                                             | FAP Yaoundé                                   | CD Primeiro de Agosto                         | :                                             |                                               |                                               |                                               |
| 1996 Details | Cotonou                                       | FAP Yaoundé                                   | :                                             | Sokota Rima                                   | MM Batna                                      | :                                             |                                               |                                               |                                               |
| 1997 Details | Niamey                                        | MC Algier                                     | :                                             | FAP Yaoundé                                   | Minuh Yaoundé                                 | :                                             |                                               |                                               |                                               |
| 1998 Details | Cotonou                                       | MC Algier                                     | :                                             | Pelican Cotonou                               | FAP Yaoundé                                   | :                                             |                                               |                                               |                                               |
| 1999 Details | Niamey                                        | MC Algier                                     | :                                             | FAP Yaoundé                                   | Minuh Yaoundé                                 | :                                             |                                               |                                               |                                               |
| 2000 Details | Cotonou                                       | MC Algier                                     | :                                             | Kano Pyramids                                 | Étoile du Congo                               | :                                             |                                               |                                               |                                               |
| 2001 Details | Benin City                                    | al Zamalek SC                                 | :                                             | Niger United                                  | Minuh Yaoundé                                 | :                                             |                                               |                                               |                                               |
| 2002 Details | Libreville                                    | al Zamalek SC                                 | 37:28                                         | Sporting de Luanda                            | ASC Jaraaf                                    | :                                             |                                               |                                               |                                               |
| 2003 Details | Cotonou                                       | MC Algier                                     | :                                             | Minuh Yaoundé                                 | al Ahly Kairo                                 | :                                             |                                               |                                               |                                               |
| 2004 Details | Casablanca                                    | MC Algier                                     | :                                             | Minuh Yaoundé                                 | US Biskra                                     | :                                             | AS Casablanca                                 |                                               |                                               |
| 2005 Details | Abidjan                                       | MC Algier                                     | 23:22                                         | Espérance Sportive de Tunis                   | CD Primeiro de Agosto                         | 27:19                                         | Red Star OJA                                  |                                               |                                               |
| 2006 Details | Abidjan                                       | MC Algier                                     | 32:22                                         | Grupo Desportivo da Banca                     | Minuh Yaoundé                                 | :                                             |                                               |                                               |                                               |
| 2007 Details | Cotonou                                       | CD Primeiro de Agosto                         | 28:18                                         | Minuh Yaoundé                                 | MC Algier                                     | :                                             |                                               |                                               |                                               |
| 2008 Details | Casablanca                                    | GS Pétroliers                                 | :                                             | AS Casablanca                                 | Minuh Yaoundé                                 | :                                             | CD Primeiro de Agosto                         |                                               |                                               |
| 2009 Details | Yaoundé                                       | GS Pétroliers                                 | 27:22                                         | Minuh Yaoundé                                 | CD Primeiro de Agosto                         | 34:30                                         | Munisport                                     |                                               |                                               |
| 2010 Details | Casablanca                                    | Étoile Sportive du Sahel                      | 26:22                                         | GS Pétroliers                                 | JSE Skikda                                    | 35:30                                         | AS Casablanca                                 |                                               |                                               |
| 2011 Details | Kaduna                                        | al Zamalek SC                                 | 27:24                                         | Étoile Sportive du Sahel                      | CD Primeiro de Agosto                         | 26:20                                         | JSE Skikda                                    |                                               |                                               |
| 2012 Details | Tanger                                        | al Ahly Kairo                                 | 21:17                                         | al Zamalek SC                                 | Espérance Sportive de Tunis                   | 32:23                                         | JSE Skikda                                    |                                               |                                               |
| 2013 Details | Marrakesch                                    | Espérance de Tunis                            | 31:24                                         | al Ahly Kairo                                 | Club Africain Tunis                           | 31:28                                         | FAP Yaoundé                                   |                                               |                                               |
| 2014 Details | Tunis                                         | Club Africain Tunis                           | 24:18                                         | al Ahly Kairo                                 | Espérance Sportive de Tunis                   | 31:30                                         | al Zamalek SC                                 |                                               |                                               |
| 2015 Details | Nador                                         | al Zamalek SC                                 | 35:22                                         | Club Africain Tunis                           | Alexandria SC                                 | 24:23                                         | Espérance Sportive de Tunis                   |                                               |                                               |
| 2016 Details | Ouagadougou                                   | al Ahly Kairo                                 | 26:23                                         | Espérance Sportive de Tunis                   | al Zamalek SC                                 | 30:24                                         | Widad Smara                                   |                                               |                                               |
| 2017 Details | Hammamet                                      | al Zamalek SC                                 | 31:29                                         | Espérance Sportive de Tunis                   | al Ahly Kairo                                 | 23:21                                         | AS Hammamet                                   |                                               |                                               |
| 2018 Details | Abidjan                                       | al Zamalek SC                                 | 27:25                                         | al Ahly Kairo                                 | MC Alger                                      | 33:31                                         | JS Kinshasa                                   |                                               |                                               |
| 2019 Details | Praia                                         |                                               | al Zamalek SC                                 | 33:31                                         | Alexandria SC                                 |                                               | G.D. Interclube                               | 24:21                                         | JS Kinshasa                                   |
| 2020         | nicht ausgetragen wegen der COVID-19-Pandemie | nicht ausgetragen wegen der COVID-19-Pandemie | nicht ausgetragen wegen der COVID-19-Pandemie | nicht ausgetragen wegen der COVID-19-Pandemie | nicht ausgetragen wegen der COVID-19-Pandemie | nicht ausgetragen wegen der COVID-19-Pandemie | nicht ausgetragen wegen der COVID-19-Pandemie | nicht ausgetragen wegen der COVID-19-Pandemie | nicht ausgetragen wegen der COVID-19-Pandemie |
| 2021         | Abgesagt wegen fehlendem Gastland             | Abgesagt wegen fehlendem Gastland             | Abgesagt wegen fehlendem Gastland             | Abgesagt wegen fehlendem Gastland             | Abgesagt wegen fehlendem Gastland             | Abgesagt wegen fehlendem Gastland             | Abgesagt wegen fehlendem Gastland             | Abgesagt wegen fehlendem Gastland             | Abgesagt wegen fehlendem Gastland             |
| 2022 Details | Hammamet / Nabeul                             |                                               | Espérance de Tunis                            | 28:24                                         | al Zamalek SC                                 |                                               | al Ahly Kairo                                 | 30:22                                         | Club Africain Tunis                           |